# Federal Bridge Gross Weight Formula

Ce schéma illustre la différence de répartition de la charge entre un camion à court et à long empattement. Le camion à court empattement endommage le pont parce que tout son poids se concentre sur une petite surface.

La Federal Bridge Gross Weight Formula est une formule mathématique utilisée par les chauffeurs de poids lourd américains et les agents du Département des Transports des États-Unis se basant sur l'empattement pour déterminer le poids maximum autorisé des véhicules de transport routier. La formule est notamment utile pour éviter que les poids lourds n'endommagent les routes et les ponts. Les véhicules concernés sont le plus souvent des semi-remorques ou des autobus, mais la formule est utile aux conducteurs de camions classiques en raison des lourdes charges dont leurs véhicules sont souvent porteurs.

## Formule mathématique
{\displaystyle w=500\left({\frac {l\cdot n}{n-1}}+12n+36\right)}
- w : le poids maximal en livres qui peuvent être transportées sur un groupe de deux essieux ou plus et près de 500 livres (230 kg).
- l : espacement en pieds entre les essieux extérieurs.
- n : nombre d'essieux concernés.

## Historique
Les premières limitations du poids des véhicules de transport routier apparaissent en 1913 dans quatre États, celles-ci pouvant varier de 18 000 livres (environ 8 200 kg) dans le Maine à 28 000 livres (environ 13 000 kg) dans le Massachusetts, principalement pour endiguer la dégradation de la surface des routes par les poids lourds. En 1933, chacun des États possède sa propre loi limitant le poids des camions. C'est en 1956 qu'entre en vigueur une loi commune à l'ensemble du territoire américain. Cette loi, connue sous le nom de « Federal Aid Highway Act » et plus communément appelée « National Interstate and Defense Highways Act », promulguée par Dwight D. Eisenhower le 29 juin 1956, établit une limite fédérale commune de 73 280 livres (33 240 kg) et autorise la construction du réseau autoroutier connu sous le nom de « Interstate Highway System ».